# Гі Стефан
Гі Стефан (фр. Guy Stéphan, нар. 17 жовтня 1956, Плумільйо) — французький футболіст, що грав на позиції атакувального півзахисника. По завершенні ігрової кар'єри — футбольний тренер. Наразі входить до тренерського штабу збірної Франції.

## Ігрова кар'єра
У дорослому футболі дебютував 1976 року виступами за команду клубу «Генгам», в якій провів чотири сезони, взявши участь лише у 90 матчах Дивізіону 2.
Згодом, з 1980 по 1985 рік, також грав у Дивізіоні 2 у складі клубів «Ренн», «Гавр» та «Орлеан».
1985 року Стефан перейшов у «Кан», але через дорожньо-транспортну аварію змушений був завершити ігрову кар'єру у віці 29 років.

## Кар'єра тренера
Відразу по завершенні ігрової кар'єри вирішив стати тренером і очолив другу команду «Кана», після чого тренував нижчолігові «Монсо» та «Аннесі».
У 1992 році Гі став асистентом Раймона Доменека у «Ліоні», після звільнення якого залишився на своїй посаді і у штабі Жана Тігана. У 1995 році Тігана покинув клуб і Стефан став головним тренером «Ліона».
У 1997 році Стефан недовго очолював «Бордо», після чого наступного року став головним тренером юнацької збірної Франції, а також увійшов до тренерського штабу національної збірної Франції, яку очолював Роже Лемер. За час його роботи збірна Франції виграла домашній Євро-2000, а також Кубок конфедерацій 2001 року.
У січні 2003 року Стефан очолив збірну Сенегалу, з якою у наступному році став чвертьфіналістом Кубок африканських націй 2004, проте був звільнений з посади у червні 2005 року. 
У листопаді того ж року знову став асистентом Жана Тігана, який цього разу тренував турецький «Бешикташ», де вони працювали до червня 2007 року.
У травні 2009 року Гі став асистентом нового головного тренера «Марселя» Дідьє Дешама, який влітку 2012 року став головним тренером збірної Франції і взяв на нову роботу і Стефана.